# Вольф, Шулим

Литовский паспорт Шулима Вольфа (1920 год)

Шулим (Мешулам) Вольф (19 июля 1877, Ковно, Ковенская губерния — 1942) — литовский политик, предприниматель и общественный деятель еврейского происхождения. Один из лидеров литовских сионистов.

## Биография
Шулим Вольф родился в Ковно, тогда в составе Ковенской губернии Российской империи, в семье Исера-Бера Рафаиловича Вольфа (1844—1935) и Леи Мовшовны Вильнер. Учился в русской гимназии, затем изучал естественные науки в Императорском Санкт-Петербургском университете и сельское хозяйство в берлинском университете.
Исполнял обязанности главы еврейской общины Ковно.
В 1920, 1924 и 1931 годах избирался членом городского совета Каунаса. На выборах 1921 года избран главой городского совета Каунаса (на этих же выборах заместителем главы был избран другой еврей, Йосеф Рогинский).
В мае 1923 года был избран депутатом Сейма Литовской Республики по еврейскому списку.
Был членом центра просветительного общества «Тарбут» и главой организации «Ор», которая оказывала поддержку реальной ивритской гимназии в Каунасе.
Был главой совета литовских сионистов в 1927—1930 и 1932—1935 годах.
В 1930-х годах жил с семьёй в Тель-Авиве, где работал городским судьёй. По серьёзным причинам был вынужден вернуться в Литву незадолго до начала Второй мировой войны. За неделю до немецкого нападения на СССР был выслан в отдалённые районы Советского Союза, где и умер в 1942 году.

## Семья
Брат, Григорий (Ганс) Вольф (1869—1942), был банкиром и общественным деятелем. Выпускник юридического факультета Московского университета. Был директором еврейского банка в Каунасе и главой Керен А-Есод Литвы. Был членом юденрата Каунасского гетто, где и погиб.
Двоюродный брат — М.А. Соловейчик.